# Portable C Compiler
Portable C Compiler (сокращается как pcc или реже pccm — «portable C compiler machine») — один из ранних компиляторов для языка C, написанный Стивеном С. Джонсоном из Bell Labs в середине 70-х, основываясь частично на разработках Алана Снидера.
Стал одним из первых компиляторов, способных адаптировать код к различным архитектурам вычислительных систем, что обеспечило ему долгую жизнь. Он поставлялся вместе с BSD Unix до релиза 4.4BSD в 1994 — тогда его заменил GCC. В 1980-х годах был настолько влиятельным, что многие компиляторы базировались на нём. Вот что пишет Денис Ритчи в своей работе об истории языка Си:
В 1980-е Си быстро набирал популярность и компиляторы стали доступны практически на каждой машине и операционной системе; в частности, он стал популярным как язык программирования для персональных компьютеров, причем одновременно как для разработчиков коммерческого программного обеспечения для этих машин, так и для рядовых пользователей, увлекающихся программированием. В начале десятилетия практически каждый компилятор был основан на pcc Джонсона; к 1985 было уже много компиляторов, созданных независимыми разработчиками.

## Возможности
Успеху Portable C Compiler способствовали его портируемость и высокие диагностические возможности:
- Компилятор был разработан таким образом, что только малая часть его исходного кода была платформозависима.
- Он был относительно строг по отношению к синтаксическим ошибкам, что положительно влияло на корректность кода.

## Текущая версия
Новая версия Portable C Compiler, основанная на оригинальной версии, написанной С. Джонсоном, теперь поддерживается Андресом Магнуссоном. Компилятор распространяется по BSD-лицензии. По словам Андреса:
…Большое его преимущество (помимо BSD-лицензии, что имеет значение лишь для фанатиков лицензий) в том, что он быстрый, в 5-10 раз быстрее, чем gcc, но при этом не страдает аккуратность кода… ещё его довольно легко портировать…
Эта новая версия была добавлена в NetBSD pkgsrc и OpenBSD в сентябре 2007, и, чуть позже, в NetBSD, что породило предположения о том, что со временем этот компилятор может вытеснить GNU C Compiler в рамках операционных систем, основанных на BSD. Разработка и дальнейшее развитие и адаптация компилятора PCC ведётся в основном проектом OpenBSD, и, по состоянию на 29 декабря 2009 года, компилятор PCC строит функциональный образ OpenBSD под x86-32.
1 апреля 2011 года вышла версия PCC 1.0. В данном релизе компилятор поддерживает архитектуры x86 и x64, и запускается на операционных системах NetBSD, OpenBSD, FreeBSD, различных Linux-дистрибутивах, а также Windows. Дальнейшая разработка продолжается, включая поддержку большего числа архитектур, а также фронтендов для языков FORTRAN 77 и C++.
В 2012 году PCC был удалён из исходного кода OpenBSD. Его разработка застопорилась, и никто не взялся за то, чтобы сделать из него реальную альтернативу GCC.
Последняя версия PCC 1.1.0 была выпущена 10 декабря 2014.